# Las Flores, Santa Cruz Zenzontepec
Las Flores är en ort i Mexiko.   Den ligger i kommunen Santa Cruz Zenzontepec och delstaten Oaxaca, i den sydöstra delen av landet, 400 km sydost om huvudstaden Mexico City. Las Flores ligger 1 127 meter över havet och antalet invånare är 232.
Terrängen runt Las Flores är varierad. Runt Las Flores är det ganska tätbefolkat, med 54 invånare per kvadratkilometer. Närmaste större samhälle är El Limoncillo, 4,6 km sydväst om Las Flores. I omgivningarna runt Las Flores växer huvudsakligen savannskog.